# Сёдерманланд (лен)
Лен Сёдерманланд (швед. Södermanlands län, часто сокращенно Sörmland - Сёрмланд) — лен, расположенный на балтийском побережье Швеции.
Образован в 1634 году. Ранее назывался лен Нючёпинг (швед. Nyköpings län). В русском языке также длительное время использовалась форма названия Зюдерманланд, Зюдерманландский лен.
Административный центр — город Нючёпинг, хотя крупнейшим городом является Эскильстуна. Граничит с ленами Эстергётланд, Эребру, Вестманланд, Уппсала и Стокгольм.
В основном лен находится в границах исторической провинции Сёдерманланд, однако небольшая часть лена относится к провинции Нерке.

## Административное деление
Лен состоит из 9 коммун:
- Эскильстуна, центр — Эскильстуна,
- Флен, центр — Флен,
- Гнеста, центр — Гнеста,
- Катринехольм, центр — Катринехольм,
- Нючёпинг, центр — Нючёпинг,
- Укселёсунд, центр — Укселёсунд,
- Стренгнес, центр — Стренгнес,
- Труса, центр — Труса,
- Вингокер, центр — Вингокер.

## Список лансхёвдингов (губернаторов) лена
- 1634 — фон Мёрнер Стеллан Отто
- 1634—1637 — Боот Педер Эрландссон
- 1637—1640 — Поссе Кнут Йёранссон
- 1640—1648 — Роткирх Ханс
- 1648—1653 — Бунде Густав
- 1653—1657 — Спарре Йёран Бенгтссон
- 1657—1678 — Спарре Эрик Карлссон
- 1678—1693 — Фалькенберг Габриель
- 1693—1710 — Клерк Ханс
- 1710—1714 — Франк Педер
- 1714—1716 — Шеффер Петер
- 1714—1723 — Седеръельм Гермунд
- 1723—1727 — Юлленшерна Нильс
- 1727—1732 — Тёрнфлюкт Микаэль
- 1732—1733 — Эрнфельт Юнас Фредрик
- 1733—1737 — Юлленборг (Гилленборг) Улоф
- 1737—1739 — Спарре, Карл Густав
- 1739—1750 — Бунде Нильс
- 1750—1751 — Флитвуд Карл Мортен
- 1751—1761 — Роламб Клас Густав
- 1761—1769 — Бельке Нильс Адам
- 1769 — Валлен Йеремиас
- 1769—1791 — Эрншёльд Пер Абрахам
- 1792—1794 — Лагербринг Карл
- 1794—1804 — Юлленадлер Саломон Якоб
- 1804—1815 — Ульфспарре Фабиан
- 1815—1824 — Шёльдебранд Пер Эрик
- 1824—1833 — Пейрон Густав
- 1833—1858 — Фрёлих Густав Эрик
- 1858—1888 — Лагербьельке Густав
- 1888—1894 — Принцшёльд Отто
- 1894—1906 — Бустрём Филип
- 1906—1927 — Рёйтершёльд Леннарт
- 1927—1935 — Седерхольм Густав
- 1935—1958 — Хаммаршёльд Бу
- 1958 — Андерссон Густав
- 1958—1970 — Сельстедт Оссиан
- 1970—1980 — Лемне Матс
- 1980—1990 — Густавссон Бенгт
- 1990—1996 — Нурдберг Ивар
- 1996—2005 — Хольмберг Бу
- 2006—2012 — Чёнберг Бу
- 2012—2020 — Хагберг Лиселотт
- 1 января 2020 — н. в. — Беатрис Аск

## Достопримечательности
- Стора-Сундбю ― дворцово-замковый комплекс